# Baya Hocine
Baya Hocine, de son vrai nom Baya Mamadi, née le 20 mai 1940 dans la Casbah d'Alger, et morte le 1er mai 2000, est une militante indépendantiste algérienne d'origine kabyle. Elle a été également députée pendant quelques années.

## Biographie
« Je suis née un dimanche 28 mai 1940 dans une famille de deux garçons plus âgés que moi l’un de 12 ans et l’autre de 8 ans. Aujourd’hui, j’ai 17 ans et je suis dans une cellule souterraine condamnée à mort depuis trois jours », écrit-elle dans un journal confisqué lors d'une fouille de sa cellule en prison. Sa famille est originaire  d'Ighil Imoula. 
Adolescente, elle est membre du FLN et du réseau « bombes » de Yacef Saâdi. Le 10 février 1957, durant la bataille d'Alger, des bombes explosent dans les stades de Belcourt et d'El Biar faisant 9 morts et 45 blessés. Elle est l'une des poseuses de bombes. Arrêtée, elle est incarcérée à la prison de Barberousse le 28 février. Elle est condamnée à mort à 17 ans par le Tribunal permanent des forces armées d'Alger. Rejugée par le Tribunal permanent des forces armées d'Oran, elle est condamnée à nouveau le 20 janvier 1959. Elle est la plus jeune des six femmes condamnées à mort pour des actes « terroristes » pendant la Guerre d'Algérie,.Elle n'est pas exécutée mais reste emprisonnée jusqu'en 1962. Elle est amnistiée à la suite des accords d'Evian.  
Après l'indépendance, elle continue ses études pour occuper le poste de journaliste. Elle est élue députée en Algérie de 1977 à 1982.  

## Décorations
- Djadir de l'ordre du Mérite national d'Algérie.